# Rhéa Galanáki
Rhéa Galanáki (en grec moderne : Ρέα Γαλανάκη) est une romancière, poétesse et essayiste grecque née en 1947 en Crète.

## Biographie et carrière
Rhéa Galanáki est née en Crète en 1947. Elle fit des études d'histoire et d'archéologie à Athènes. Elle publie des recueils de poésie en 1975 (Quoique joyeux) et 1979 (Où habite le loup ?), puis des nouvelles : Le Gâteau (en 1980), Où habite le loup ? (en 1982), Récits concentriques (en 1986) et des romans.
Elle publie  son premier roman, La Vie d'Ismail, un roman historique, en 1989.